# Zaliv Svete Ane
Zaliv Svete Ane je globok zaliv na južni obali Curaçaa. Ločuje staro središče Willemstada na dva dela in povezuje Karibsko morje s Schottegatom, naravnim pristaniščem Willemstada.
Okrožje Punda se nahaja na vzhodni strani Zaliva Svete Ane, Otrobanda pa na zahodni strani. Ta okraja povezuje pontonski most, Most kraljice Eme iz leta 1886. Ko je most odprt, je povezava vzpostavljena z brezplačnim trajektom. Na ustju zaliva je utrdba Amsterdam iz leta 1635.

Ime izvira iz časa oblasti Špancev, ki so leta 1499 odkrili Curaçao. Pristali naj bi na god svete Ane, zato je zaliv dobil ime Bahía de Santa Ana.
- Zaliv, viden s severa okoli leta 1907 s Pundo, Pietermaai in Scharloo po levi ter Otrobando po desni. V zalivu plove nizozemska vojna ladja.